# Wekiwa Springs
Wekiwa Springs statisztikai település az USA Florida államában, Seminole megyében. Lakosainak száma 23 428 fő (2020. április 1.).

## Népesség
A település népességének változása:

| 2010 | 21 998 |
| 2020 | 23 428 |